# Patrick (2018)
Patrick (bra: Patrick: Aprendendo a Amar; prt: Quando Menos Esperas) é um filme de comédia familiar britânico de 2018 dirigido por Mandie Fletcher, escrito por Vanessa Davies, Mandie Fletcher e Paul de Vos e distribuído pela Buena Vista International. O filme é baseado na história de uma menina com uma vida desastrosa que tem que cuidar de um cão da raça pug travesso que sua avó lhe deixou depois de morrer.

## Sinopse
Sarah Francis é uma professora que teve uma vida desastrosa. Sua avó, que acabou de morrer, deixa seu cachorro pug chamado Patrick para que ela possa cuidar dele. Há um problema: animais de estimação não são permitidos no prédio de apartamentos de Sarah. No entanto, ela não está sozinha, pois logo é revelado que sua vizinha Célia está escondendo seu próprio animal de estimação em seu apartamento há algum tempo. A princípio, Patrick, que é incrivelmente mimado e bagunceiro, não causa nada além de estresse para a pobre Sarah, embora esteja claro que eles precisam de um pouco de tempo para se conhecerem melhor antes que a vida de Sarah mude para melhor.

## Elenco
- Beattie Edmondson como Sarah Francis
- Emily Atack como Becky
- Ed Skrein como o veterinário
- Tom Bennett como Ben
- Adrian Scarborough como Mr. Peters
- Jennifer Saunders como Maureen

## Lançamento
O filme foi originalmente agendado para lançamento em 24 de agosto de 2018, mas em novembro de 2017 foi adiantado para 29 de junho de 2018 em vez do lançamento inicial no Reino Unido, que foi adiado para 3 de agosto de 2018 para evitar competição com a Copa do Mundo FIFA de 2018.

### Mídia doméstica
O filme foi lançado em DVD no Reino Unido em 3 de novembro de 2018 pela Walt Disney Studios Home Entertainment sob o selo Buena Vista Home Entertainment.

## Recepção critica
No site agregador de resenhas Rotten Tomatoes, Patrick tem uma taxa de aprovação de 36% com base em 33 resenhas.